# Дренік
Дренік (рум. Drănic) — село у повіті Долж в Румунії. Входить до складу комуни Дренік.
Село розташоване на відстані 184 км на захід від Бухареста, 30 км на південь від Крайови.

## Населення
За даними перепису населення 2002 року у селі проживали 1230 осіб, усі — румуни. Усі жителі села рідною мовою назвали румунську.